# Begonia aketajawensis
Espèce
Begonia aketajawensis est une espèce de plantes de la famille des Begoniaceae.
Ce bégonia est originaire de l'île Halmahera, dans l'archipel des Moluques, en Indonésie. L'espèce a été décrite en 2014 par les botanistes Wisnu H. Ardi et Daniel C. Thomas. L'épithète spécifique, aketajawensis, signifie « du Parc national d'Aketajawe-Lolobata ».